# Sinfonia n. 15 (Haydn)
La Sinfonie n. 15 in Re maggiore, Hoboken I/15, di Joseph Haydn fu composta tra il 1760 ed il 1761.
È stata composta per un'orchestra di 2 oboi, un fagotto, 2 corni, archi e basso continuo, con un assolo per due viole o violoncello nel trio del minuetto. Questa sinfonia consta di quattro movimenti:
1. Adagio, 3/4 - Presto, 4/4, Adagio, 3/4
2. Minuetto e Trio, con il Trio in Sol maggiore, ambedue in 3/4
3. Andante in Sol maggiore, 2/4
4. Presto, 3/8

Il movimento iniziale contiene due Adagio, separati dal Presto centrale, simile a quanto avviene nel movimento lento della sesta sinfonia.
Questo lavoro è una delle poche sinfonie dell'era Classica ad avere il Minuetto come secondo movimento (le altre sinfonie a presentare questa caratteristica sono la n. 44 e la B). Il trio in Sol maggiore viene generalmente eseguito come un quintetto focalizzato sul dialogo tra i primi ed i secondi violini e la viola/violoncello suonati sul basso.